# Orangebuget græsparakit
Orangebuget græsparakit (latin: Neophema chrysogaster) er en papegøje, der lever på Tasmanien.